# Hornstein
Hornstein är (ungerska: Szarvkő, kroatiska: Vorištan) en ort och kommun  i Österrike. Den ligger i distriktet Eisenstadt-Umgebung i förbundslandet Burgenland, i den östra delen av landet, 40 km söder om huvudstaden Wien. Antalet invånare är 3 270 (2023). Arean är 37 kvadratkilometer.